# Josué Moyano
Josué Enzo Moyano (* 15. Februar 1989 in San Luis) ist ein argentinischer Straßenradrennfahrer.

## Werdegang
Moyano wurde 2011 Dritter in der Gesamtwertung bei der Tour de San Luis und gewann damit die Nachwuchswertung. Bei der Panamerikameisterschaft gewann er die Silbermedaille im Straßenrennen der U23-Klasse. Außerdem gewann Moyano 2011 eine Etappe bei der Vuelta a Navarra und er wurde Dritter bei der Vuelta Ciclista a León und bei der Tour de San Luis.
2012 wurde Moyano Mitglied im spanischen Professional Continental Team Caja Rural, jedoch gelang es ihm nicht sich international durchzusetzen. Nach zwei Jahren bei Caja Rural kehrt er nach Argentinien zurück und wurde 2014 Mitglied im UCI Continental Team San Luis Somos Todos. 2017 wechselte er zur Equipo Continental Municipalidad de Pocito. Für das Team erzielte bei der Vuelta Ciclista del Uruguay 2017 seinen einzigen Erfolg bei den UCI Continental Circuits, als er die vierte Etappe für sich entscheiden konnte.
Nach der Saison 2019 beendete Moyano seine aktive Karriere, seit 2020 ist er sportlicher Leiter und Manager des argentinischen Continental Teams Equipo Continental San Luis.

## Erfolge
2011
- Panamerikameisterschaft – Straßenrennen (U23)

2017
- eine Etappe Vuelta Ciclista del Uruguay